# Prawo pozytywne
Prawo pozytywne (łac. ius positum) – prawo stanowione lub inaczej prawo tworzone przez człowieka (w odróżnieniu od prawa naturalnego), w tym także przez uprawnione do tego władze państwowe (tzw. prawo stanowione – ius civile).
Prawo pozytywne to prawo pojmowane przede wszystkim jako – zależne od czasu i miejsca – dzieło danego społeczeństwa, tworzone w ramach nowoczesnej demokracji parlamentarnej, uwzględniającej prawotwórczą rolę organów państwa, partii politycznych, organizacji pozarządowych i grup nacisku.

## Historyczna geneza kierunku
Pozytywizm jako typ poglądów na prawo nie ukształtował się w sposób jednolity. Rozwinął się w dwóch wersjach: kontynentalnej (Rudolf von Ihering, Karl M. Bergbohm, Georg Jellinek) oraz anglosaskiej (John Austin).
Georg Jelinek, przedstawiciel kontynentalnej wersji pozytywizmu prawniczego wskazał, że prawo pozytywne to ustanowione przez autorytet tetyczny (suwerenną władzę wyposażoną w kompetencje prawodawcze) reguły odnoszące się do zewnętrznych zachowań człowieka, zabezpieczone skoncentrowanym przymusem ze strony państwa. 
Anglosaska wersja pozytywizmu prawniczego (jurysprudencja analityczna) wypracowana przez Johna Austina zakładała, że norma prawna ma charakter abstrakcyjny i generalny, jest rozkazem suwerena (podmiotu wyposażonego we władzę nad innymi). Zrealizowanie prawa-rozkazu jest zabezpieczone zagrożeniem użycia przymusu (sankcją). Jest to tzw. nakazowa teoria prawa.